# 抹大拉的马利亚和埃及的马利亚
抹大拉的马利亚和埃及的马利亚（Santa Maria Maddalena e Santa Maria Egiziaca）是威尼斯画家丁托列托的两幅描绘女性形象的布面油画，绘制于1583-1587年，位于威尼斯圣罗格大会堂。右边是“抹大拉的马利亚”，左边是“埃及的马利亚”。
这两幅画与同一时期的《逃往埃及》一样，都体现了丁托列托对自然的关注。画面中女性形象都较小，坐在河边的大树下看书，在一片暮色中，被一道光照亮：大树在溪流中扎根，树枝伸向天空。